# ダイヤモンドの鷹
「ダイヤモンドの鷹」（ダイヤモンドのたか）は、竜童組の4枚目のシングル。日本プロ野球のパシフィック・リーグ（パ・リーグ）に所属する福岡ソフトバンクホークスの前身球団、福岡ダイエーホークスの球団歌である。作詞・阿久悠、作曲・宇崎竜童。1989年（平成元年）3月1日にEPIC/ソニー（現エピックレコードジャパン）より発売された。

## 解説
創設以来大阪府を本拠としていた南海ホークスを南海電気鉄道からダイエーが買収、1989年シーズンより福岡ダイエーホークスへ球団名を変更し、福岡県を新たな本拠として再出発するに当たり制作され、1月19日に博多駅隣のホテルセントラーザ博多において開催された披露パーティーの席で発表された。本曲について作曲を担当した宇崎は「ファンクでノリのいい作品にしようと思い、最高にファンキーでビビッドな曲に仕上がった」と、また作詞を担当した阿久は「涙が出るくらいの昂揚で、それこそ鷹になってダイヤモンドに散ってもらいたい」とコメントしたが、それまでの軍歌や行進曲風の曲調が主流であった球団歌のイメージからかけ離れたロック調の本曲に対して山内孝徳は「ナウすぎて、ついていけない」と評し、監督の杉浦忠も「すぐには覚えられないなあ」とコメントするなど、選手や監督の評価は芳しいものではなかった。
ファンの間でも本曲より同年に一般公募を経て製作・発表された公式応援歌「いざゆけ若鷹軍団」の方が圧倒的な支持を獲得し、1993年（平成5年）の新本拠地・福岡ドーム完成以降はその傾向が一層、顕著となる。本楽曲は試合前の練習中や、本拠地最終戦終了後のセレモニー等でしか使用されなくなり、1999年（平成11年）に球団が南海時代以来26年ぶりのリーグ優勝と35年ぶりの日本シリーズ制覇を達成し、福岡に限らず全国のダイエー店舗で記念セールが実施された際は店内のBGMとして「いざゆけ若鷹軍団」が演奏されるなど、正式な球団歌である「ダイヤモンドの鷹」の地位は年を追って相対的に低下。作詞者の阿久は自分の曲が使われなくなったことを「遺憾に思う」と嘆いた。なお1990年シーズン以降はダイエー球団の選手別応援歌および、「ダイヤモンドの鷹」や「いざゆけ若鷹軍団」などを収録したCDが毎年発売されていたが、「ダイヤモンドの鷹」は2000年版を最後に収録されなくなった。
そして2004年（平成16年）のシーズン終了後、ダイエーが産業再生法の適用に伴いソフトバンク（現・ソフトバンクグループ）へ球団を売却し、球団名が福岡ソフトバンクホークスへ改称された際に、それまでは公式応援歌であった「いざゆけ若鷹軍団」が正式に球団歌となり「ダイヤモンドの鷹」は球団歌としての役目を終えた。